# 新加坡前進黨
新加坡前進黨（英語：Progress Singapore Party；简称: PSP），是新加坡國會第三大黨，由曾參選總統的前國會議員陳清木於2019年8月3日創立。

## 党史

### 成立
该党在获得新加坡社团注册处的批准后于2019年3月28日正式注册。政党最初由12名新加坡人组成，其中一些人曾是人民行动党的干部。前进党的创始人陈清木曾解释其创党的原因是因为当前政府的透明度、独立性和问责制收到了侵蚀。该党也把为人民创造更多就业机会和设立对执政党人民行动党的问责机制列为党的主要方针。陈清木此前曾参加2011年总统大选的竞选，赢得了34.85％的选票，但最终以7269票的微弱劣势输给了最终的当选者、新加坡前副总理陈庆炎博士。
陳清木創黨後，誓言終結人民行動黨的一黨獨大，與其他反對黨合作阻止其跨過三分之二議席的修憲門檻。獲得時任總理李顯龍的胞弟李顯揚支持。2020年6月，李顯揚正式加入前進黨，但未有出戰2020年新加坡大選。

### 獲得非選區議員席次
2020年新加坡大選後，新加坡前進黨贏得2個非選區議席，由西海岸集選區團隊的2名成員出任。 
前進黨首次參選即躋身國會，成為新加坡第三大黨。

## 组织

### 历任秘书长
| 任 | 秘书长 | 任期开始      | 任期结束      | 任期          |
| -- | ------ | ------------- | ------------- | ------------- |
| 1  | 陈清木 | 2019年3月28日 | 2021年3月31日 | 2年2天        |
| 2  | 阮健平 | 2021年4月1日  | 2023年3月26日 | 1年11個月26天 |
| 3  | 梁文辉 | 2023年4月4日  | 2024年2月20日 | 10個月16天    |
| 4  | 潘群勤 | 2024年2月20日 | 2025年3月26日 | 1年1个月6天   |
| 5  | 梁文辉 | 2025年3月26日 | 现任          |               |

### 历任主席
| 任 | 主席             | 任期开始      | 任期结束      | 任期    |
| -- | ---------------- | ------------- | ------------- | ------- |
| 1  | Wang Swee Chuang | 2019年3月28日 | 2021年3月31日 | 2年3天  |
| 2  | 陈清木           | 2021年4月1日  | 2025年7月5日  | 4年95天 |
| 3  | 阿巴斯·卡斯马尼  | 2025年7月5日  | 现任          |         |